# Poprawność językowa
Poprawność językowa – koncepcja związana z preskryptywnym (normatywnym) podejściem do języka, które – w przeciwieństwie do podejścia deskryptywnego (opisowego) – nakazuje oceniać środki językowe pod względem ich dopuszczalności. Opiera się na konwencji społecznej i konsensusie panującym w danej wspólnocie językowej. Poprawność językowa tworzy fundamentalny składnik tzw. kultury języka.
Poprawność stanowi własność każdego tekstu językowego, zarówno mówionego, jak i pisanego. Miano „poprawnych” przypisuje się zwykle środkom językowym o wysokim poważaniu wśród wykształconych warstw społeczeństwa, czyli z zasady tym elementom, które wchodzą w skład przyjętego języka standardowego lub objętym akceptacją przynajmniej w ramach jego normy potocznej. Własność tę rozumie się również jako zgodność tekstu z obowiązującą kodyfikacją normy językowej, bywa zatem określana także jako normatywność.
Rozwój preskryptywnych idei poprawnościowych jest związany z formowaniem się języków narodowych oraz nowoczesnymi ideologiami standaryzacyjnymi, konstytuującymi się na gruncie europejskim od XVI wieku. Dużego znaczenia społecznego nabierają we współczesnych (zmodernizowanych) społecznościach językowych, w szczególności na półkuli północnej. Pierwszym polskim słownikiem poprawnościowym (normatywnym) był Słownik ortoepiczny (1937) Stanisława Szobera (od 1948 jako Słownik poprawnej polszczyzny).
Poprawność językowa była przedmiotem zainteresowań gramatyki tradycyjnej, zapoczątkowanej przez starożytnych Greków. Gramatyka tradycyjna koncentrowała się na języku pisanym, a środki mowy potocznej postrzegała w sposób krytyczny. W nowoczesnej lingwistyce do zagadnień poprawnościowych przykłada się stosunkowo niską wagę, zwłaszcza w językoznawstwie zachodnim, podchodzącym do zachowań językowych w sposób możliwie neutralny i opisowy. Zagadnienia związane z kulturą języka są często poruszane na gruncie językoznawstwa polskiego, m.in. ze względu na zainteresowanie kwestiami poprawnościowymi ze strony samych użytkowników polszczyzny i chęć dbałości o język.
Badacze wskazują na mnogość odmian języka i społeczności językowych, wykluczając tym samym istnienie w języku absolutnych norm poprawności. Zachodni językoznawcy – w ramach lingwistyki opisowej – odrzucają także założenie, jakoby typowi native speakerzy mogli operować swoim językiem „niepoprawnie” lub nie przestrzegać reguł gramatycznych. Zarówno dialekty standardowe, jak i niestandardowe są bytami usystematyzowanymi, choć diametralnie różnią się prestiżem i funkcją społeczną. Reguł gramatyki przestrzega zasadniczo każdy rodowity użytkownik języka, lecz wariacja językowa sprawia, że rzeczywista mowa nieraz odbiega od konwencji języka standardowego. Nawet w obliczu presji odmiany standardowej nie jest możliwe osiągnięcie pełnej jednolitości w zakresie użycia języka.
Procesy zmian językowych często kolidują z przyjętą koncepcją poprawności językowej, która uznaje istnienie pewnej ustalonej normy, a odstępstwa od niej piętnuje jako niepoprawne. Kontrowersje wokół problematyki kultury czy poprawności językowej wynikają z faktu, że język podlega stałej ewolucji i wariacji. Również normy języka standardowego, służące za wyznacznik „poprawności”, są zmienne w czasie i uzależnione od panującego konwenansu społecznego.

## Kryteria i typy poprawności językowej

### Kryteria normatywne
Nie istnieje obiektywne źródło rozstrzygnięć normatywnych. Normatywiści podejmowali jednak próby opracowania kryteriów takich sądów. Na gruncie polskiej normatywistyki pierwsze kryteria poprawnościowe sformułował Witold Doroszewski (1950):
- kryterium gramatyczne – oparte na zgodności jednostek językowych z systemem słowotwórczym;
- kryterium formalnologiczne – oparte na logicznej interpretacji jednostek językowych (nie zaś na wymogach logiki formalnej[26], por. logizowanie);
- kryterium narodowe – oparte na rodzimości jednostek językowych (por. puryzm);
- kryterium geograficzne – preferujące jednostki językowe używane przez warstwy wykształcone;
- kryterium literacko-autorskie – preferujące jednostki językowe używane przez wybitnych pisarzy;
- kryterium historyczne – umacniające tradycję językową;
- kryterium estetyczne;
- kryterium sceniczne;
- kryterium szkolne;
- kryterium pisowniane.

W Wielkim słowniku poprawnej polszczyzny PWN (pod red. Andrzeja Markowskiego) wymieniono następujące kryteria poprawności językowej:
- kryterium wystarczalności – poprawne są te elementy, które zaspokajają nowe potrzeby nominatywne lub ekspresywne;
- kryterium ekonomiczności – poprawne są te elementy, które pozwalają na klarowny przekaz, bez zbytecznego wysiłku ze strony nadawcy i odbiorcy tekstu;
- kryterium funkcjonalności – za poprawne uznaje się środki, które w efektywny sposób komunikują zamierzoną treść;
- kryterium uzualne (rozpowszechnienia) – za poprawne uznaje się elementy, które są w powszechnym obiegu wśród użytkowników języka;
- kryterium autorytetu kulturalnego – poprawne są te elementy językowe i takie sformułowania, które znajdują oparcie w powszechnej praktyce inteligencji;
- kryterium estetyczne – poprawne są te teksty językowe, które wyróżniają się walorami estetycznymi.

Puryzm za kryterium poprawności językowej uznaje różnie definiowaną czystość języka bądź tzw. duch języka. Przykładowo czescy puryści za poprawne uważali te formy i słowa, które są uzasadnione względami historycznymi (mają ugruntowanie w starszych formach języka czeskiego). Jako nieczyste oceniano natomiast m.in. pożyczki obce, zwłaszcza germanizmy. Przeważnie jednak kryteria poprawności językowej opierają się na uzusie, czyli zwyczaju językowym.
Bohemista Václav Ertl za kryterium poprawnościowe uważał język „dobrego autora”. František Trávníček mówił o poprawności systemowej i poprawności funkcjonalnej. W myśl tego rozróżnienia słowa utworzone niesystemowo są poprawne pod względem funkcjonalnym, o ile są powszechnie używane.

### Poziomy poprawności
W skład poprawności językowej wchodzą:
- poprawność wymowy – obejmuje m.in. poprawność artykułowania głosek, połączeń głoskowych i międzywyrazowych oraz poprawność akcentowania;
- poprawność fleksyjna – obejmuje m.in. dobór właściwych postaci wyrazu, odpowiednie przyporządkowywanie wzorców odmiany, tematów wyrazowych i końcówek fleksyjnych;
- poprawność składniowa – obejmuje m.in. poprawność wyboru formy wyrazu rządzonego, form wyrazowych w związku zgody oraz przestrzeganie zasad dot. szyku wyrazów i konstrukcji zdań złożonych;
- poprawność słowotwórcza – obejmuje m.in. wybór prawidłowych modeli słowotwórczych i stosowanie we właściwym zakresie zmian tematycznych;
- poprawność leksykalno-semantyczna – obejmuje m.in. właściwe rozumienie słów i sprawne posługiwanie się wyrazami wieloznacznymi;
- poprawność frazeologiczna – stosowanie przyjętych form frazeologizmów i przestrzeganie ich normatywnych znaczeń.

Kwestie poprawności ortograficznej i interpunkcyjnej wykraczają poza zakres ściśle rozumianej poprawności językowej.

## Dwupoziomowość normy językowej
W polskim językoznawstwie normatywnym wyróżnia się dwa poziomy normy językowej: normę wzorcową oraz normę użytkową; w związku z tym poprawność językowa nie jest oceniana w czarno-białych kategoriach, ani nie stanowi pojęcia bezwzględnego. Do normy wzorcowej należą te elementy językowe, które są akceptowane przez znakomitą większość wykształconych użytkowników polszczyzny, pozostając w zgodzie z tradycją i systemem językowym. Norma użytkowa jest natomiast powiązana z postrzeganiem języka jako wartości użytkowej – obejmuje te elementy językowe, które są rozpowszechnione i umożliwiają sprawną komunikację w kontaktach nieoficjalnych, a w jej opisie w mniejszym stopniu bierze się pod uwagę wspomniane wyżej kwestie tradycji i systemowości. W zakresie normy użytkowej mieszczą się m.in. formy bezokoliczników ścielić, pielić czy też forma loda w zdaniu „kup mi loda”, uznawane za niepoprawne na poziomie normy wzorcowej.
Norma językowa ma charakter dynamiczny i jest zmienna w czasie, przy czym warunkiem efektywności języka jest utrzymanie pewnej dozy stałości, stąd też mowa o „elastycznej stabilności” normy. Stosunkowo szybko zmieniają się elementy językowe tworzące normę użytkową; z kolei zmiany na poziomie normy wzorcowej, silniej czerpiącej z tradycji językowej, wymagają dłuższego czasu. Na pograniczu normy użytkowej i zjawisk nienormatywnych znajdują się takie formy jak wziąść, koniami, [wyrwać] zęba.

## Hiperpoprawność
Hiperpoprawność przejawia się w unikaniu form zgodnych z normą językową i zastępowaniu ich formami niesłusznie uznanymi za lepsze. Wynika z niedostatecznej znajomości standardowych form językowych i może być spowodowana wpływami gwarowymi. Do hiperpoprawności dochodzi w wyniku błędnego rozszerzenia zakresu pewnej cechy bądź zasady językowej znanej mówiącemu.

## Preskryptywna poprawność językowa
W nowoczesnych państwach narodowych kształtują się tendencje do standaryzacji i kodyfikacji języków narodowych. W wyniku takich dążeń dochodzi do pielęgnowania jednego standardu (literackiego) i prowadzenia interwencji językowych, które mogą być postrzegane jako sztuczne. Zabiegi te są przejawem preskryptywizmu, czyli podejścia zakładającego nadrzędność jednej z odmian języka (z reguły odmiany literackiej lub standardowej), która powinna być oficjalnie sankcjonowana w danej społeczności. Podstawą preskryptywizmu jest przekonanie o istnieniu form „poprawnych” (sankcjonowanych) i „niepoprawnych” (niesankcjonowanych). W swojej skrajnej postaci preskrypcja przechodzi w proskrypcję, czyli dezaprobowanie pewnych form językowych (tzw. polityka proskryptywna). Co istotne, przed powstaniem języków standardowych również istniały normy językowe, lecz decydowała o nich praktyka językowa danej społeczności (uzus); nie były dyktowane w sposób jawny.
Proces standaryzacji zmierza do unifikacji języka i wzmocnienia określonej odmiany językowej, co nierzadko wiąże się z tradycjonalizmem i konserwatyzmem, a zatem ignorowaniem zjawisk zmienności i wariantywności żywego języka. Tego rodzaju dążenia mogą skutkować rozdźwiękiem między postulowaną postacią języka a rzeczywistym uzusem językowym. Na ogół przyjmuje się, że standard powinien odzwierciedlać powszechną, a zarazem dobrą, prestiżową i „poprawną” praktykę językową. Równocześnie standard podlega autorytatywnej kodyfikacji, tj. jego kształt definiują pisane instrukcje normatywne, wydawane w postaci słowników i innych opracowań; faktycznie kodyfikacja często nie jest w stanie wiernie reprezentować żywego języka. Co więcej, nadrzędność standardu przekształca się w jego postrzeganie jako formy wyższej nie tylko z punktu widzenia hierarchii społecznej, lecz również pod względem doskonałości, poprawności i innych właściwości wewnętrznych. Z perspektywy lingwistycznej chodzi jednak o standard arbitralny, wyrastający z praktycznej potrzeby ustanowienia ponadregionalnej odmiany języka i wyniesiony do swojej roli na bazie umowy społecznej. Języki standardowe wywodzą się z odmian właściwych dla ośrodków handlowych i politycznych, odmian najszerzej zrozumiałych czy też takich, które wypracowały tradycję piśmienniczą.
Dążności preskrypcyjne sprowadzają się do przekonania, że o „poprawnej” postaci języka może decydować określona grupa osób, której przypisuje się autorytet w kwestii regulowania zachowań użytkowników języka. W obiegu społecznym – i w rozumieniu preskryptywizmu – za wyznacznik poprawności przyjmuje się normę w postaci języka standardowego, nierzadko z wykluczeniem innych odmian i form językowych, wskutek czego dochodzi do stygmatyzacji tych użytkowników języka, którzy posługują się formami niestandardowymi. Preskrypcja sprzyja deprecjonowaniu odmian językowych odbiegających od skodyfikowanego standardu, które są określane mianem niepoprawnych lub niestarannych; posługiwanie się nimi może wręcz uchodzić za oznakę „lenistwa” lub „nieposłuszeństwa”. Zdarza się, że rodzimi użytkownicy języka nabierają negatywnego stosunku również do własnego sposobu mówienia. W potocznych rozważaniach często nie uwzględnia się wewnętrznej złożoności każdego kodu językowego, mówionego bądź pisanego; w rzeczywistości bowiem każdy język i każdy wariant języka – nawet w przypadku braku standaryzacji i formy pisanej – rządzą się własnymi, niejednokrotnie skomplikowanymi, strukturami i regułami.
Ujęcie tradycyjne nakazuje formułowanie sądów poprawnościowych w oparciu o mowę klasy wyższej lub język literacki. W rozstrzygnięciach tych znaczenie mają także kryteria estetyki i tradycji języka oraz próby logizowania. Za bardziej poprawne uważa się często takie formy, które są charakterystyczne dla języka formalnego (por. it’s me i it is I; oba zdania reprezentują standardowy język angielski). Takie podejście wynika z przyznawania pierwszeństwa językowi pisanemu, który jest kojarzony z formalnością i uchodzi za doskonalszy od mowy; niemniej stanowisko to jest mało uzasadnione, ponieważ w rzeczywistości to język mówiony ma charakter prymarny w stosunku do języka pisanego.
Preskryptywna koncepcja poprawności językowej jest właściwa dla potocznych poglądów na język i funkcjonuje jako zakorzeniony element norm społecznych. U jej podstaw leżą jednak przesłanki pozajęzykowe, powiązane z dystrybucją władzy, bogactwa i prestiżu w społeczeństwie. Socjolingwiści klasyfikują pojęcie poprawności językowej jako charakterystyczny składnik tzw. ideologii języka standardowego. Z jednej strony potoczne idee poprawnościowe stanowią pewne zainteresowanie badawcze, gdyż odzwierciedlają światopogląd i nawyki społeczno-kulturalne rodowitych użytkowników języka. Z drugiej strony przekonanie, jakoby duża lub przeważająca część native speakerów „nie znała” własnego języka i łamała jego zasady może wywoływać trudności podczas prowadzenia badań lingwistycznych i pozyskiwania danych językowych od informatorów.

## Poprawność językowa a opisowość
W językoznawstwie poprawność językowa bywa rozumiana w sposób deskryptywny lub relatywny, tj. jako odwołanie do zasad rządzących konkretną formą języka. Tak pojmowaną poprawność rozpatruje się nie tylko w odniesieniu do odmiany standardowej języka, lecz także dialektu niestandardowego (o podłożu regionalnym lub socjalnym) lub nawet idiolektu, czyli mowy pojedynczej osoby. Współistnienie w języku różnych zasad (norm), właściwych dla różnych grup użytkowników i niekiedy ze sobą kolidujących, uniemożliwia formułowanie jednoznacznych ocen poprawnościowych, które byłyby reprezentatywne dla całego języka. Przyjmuje się, że w języku nie istnieją bezwzględne normy poprawnościowe. Wiedza lingwistyczna o zmienności i zróżnicowaniu języka przemawia za tym, by rozprzestrzenionych zjawisk językowych nie rozpatrywać w kategorii błędów, przy czym z perspektywy społecznej trudno pominąć fakt, że tylko część spośród występujących form językowych cieszy się wysokim statusem (prestiżem) i wchodzi w skład języka standardowego. Można zatem mówić o niepoprawności pewnych form w obrębie języka standardowego – czy też w sposób bardziej neutralny – o tym, że nie należą one do standardu.
W opisach lingwistycznych terminy poprawnościowe („niepoprawny”, „błędny”, „zły”) znajdują ograniczone zastosowanie; postrzegane są bowiem jako obarczone ładunkiem wartościującym, co stoi w sprzeczności z naukowym podejściem do analizy języka. Jednocześnie znane są takie pojęcia jak gramatyczność (grammaticality) i akceptowalność (acceptability), które pozwalają na ujęcie rozmaitych zjawisk językowych w ramy deskryptywne i odniesienie ich do poszczególnych odmian języka. Pod pojęciem gramatyczności rozumie się zgodność wypowiedzenia z zasadami danej gramatyki. Sądy gramatyczności mają charakter względny (lub wręcz indywidualny), gdyż gramatyki poszczególnych odmian języka (dialektów, odmian społecznych itp.) różnią się w pewnych aspektach. Z kolei sądy akceptowalności biorą pod uwagę semantyczną stronę wypowiedzeń, odzwierciedlając fakt, że nie każde wyrażenie gramatyczne jest sensowne i dopuszczalne semantycznie. Proponowane przez część lingwistów i edukatorów pojęcie stosowności (appropriateness lub appropriacy) odnosi się do adekwatności używanego języka w zależności od kontekstu społecznego; koncepcja ta bywa krytykowana, gdyż implikuje istnienie niekontrowersyjnych norm komunikacyjnych oraz skutkuje promowaniem takich sposobów użycia języka, które sprzyjają interesom grup dominujących.
Pojęcie poprawności językowej jest kojarzone z preskryptywnymi postawami językowymi, które spotkały się z krytyką lingwistów, m.in. ze względu na obecne w nich absolutne podejście do języka, zakładające istnienie czarno-białych pojęć poprawności i błędu, oraz sięganie po niejasne sądy wartościujące, kłócące się z wymaganiami naukowego podejścia do języka . Z kolei pojęcie „gramatyczności” w ujęciu językoznawczym jest pozbawione implikacji preskryptywnej i absolutnego odniesienia do kanonów języka standardowego. Takie podejście różni się jednak od powszechnie spotykanego wśród użytkowników języka, którzy wyżej cenią prestiżowe formy języka i intuicyjnie utożsamiają gramatyczność z przestrzeganiem normy języka standardowego.
Językoznawstwo deskryptywne zajmuje się obserwacją różnych odmian języka – i próbami zrozumienia ich wewnętrznej struktury – nie zawężając przedmiotu swoich zainteresowań do odmian prestiżowych i standardowych. W praktyce oznacza to, że wszelkie formy używane przez kompetentnych użytkowników języka stanowią pełnoprawny obiekt badań lingwistycznych; formy te nie są określane jako „błędne” ani „niegramatyczne”, nawet jeśli mają charakter form niestandardowych. Dla językoznawstwa opisowego właściwe jest założenie, że przeciętny native speaker, który przyswoił język otoczenia w dzieciństwie, z definicji posługuje się swoją rodzimą odmianą języka w sposób prawidłowy. Niemniej uwzględnia się fakt, że również u native speakerów występują tzw. błędy performancji (np. przejęzyczenia), które nie mają wpływu na rzeczywistą kompetencję językową danego użytkownika języka.
Według części językoznawców przyjęcie założenia o arbitralnym charakterze języka samo w sobie wyklucza możliwość wyróżniania form z gruntu poprawnych lub niepoprawnych. Poprawność różnych elementów językowych może – ich zdaniem – być determinowana wyłącznie przez praktykę użycia danej odmiany języka. Teza o arbitralności znaków językowych zakłada bowiem, że każdą treść można teoretycznie przekazać za pomocą dowolnych środków, umownie przyjętych wśród użytkowników pewnej formy języka. Podobnie problem ujmuje czeski językoznawca Václav Cvrček, pisząc, że kwestia poprawności w języku może być podporządkowana jedynie uzusowi, nie zaś słownikom czy podręcznikom gramatycznym, które nie odzwierciedlają języka w sposób wierny. Chorwacki autor Mate Kapović utrzymuje, że mówienie o „poprawności” lub „niepoprawności” języka jest bezpodstawne, gdyż „wszystkie słowa i formy używane w danej odmianie językowej są «poprawne»”. Autorzy książki Jeziku je svejedno stoją na stanowisku, że poszczególnych form językowych nie można kategoryzować jako lepszych ani gorszych, podobnie jak nie można mówić o wyższych ani niższych dialektach i językach. Również István Lanstyák wychodzi z założenia, że jednych środków językowych nie można oceniać jako z natury wyższych czy niższych w stosunku do drugich, bez uwzględnienia kontekstu sytuacyjnego.

### Normatywność a językoznawstwo
Normatywne pojęcie poprawności językowej znajduje ograniczoną akceptację w dzisiejszym językoznawstwie; w literaturze zachodniej spotyka się je zwykle w kontekście krytyki preskryptywnych postaw językowych. Wśród zachodnich językoznawców powszechne jest zdanie, że układanie zasad preskryptywnych wykracza poza ramy językoznawstwa jako nauki, które powinno – w ich mniemaniu – zajmować się czysto opisowym ujmowaniem języka, pozbawionym subiektywnych aspektów wartościujących. Wyrażają oni zwykle opinię, że preskryptywne pojęcie poprawności językowej nie znajduje uzasadnienia w faktach naukowych lub przynajmniej zakładają, że nie ma ono zastosowania w odniesieniu do rodowitych użytkowników danego języka.
Zdaniem brytyjskiego dialektologa i socjolingwisty Petera Trudgilla:

Językoznawcy zgadzają się, że mowę nierodowitych użytkowników języka można zakwalifikować jako „niepoprawną”, jeśli zawiera konstrukcje lub użycia niespotykane w mowie native speakerów, np. I am knowing him since many years. Nie zgadzają się oni jednak ze stanowiskiem, jakoby sądy poprawnościowe miały zastosowanie w odniesieniu do form używanych przez rodzimych użytkowników języka. Lingwiści zauważają, że sądy tego rodzaju, odnoszone do rozpowszechnionych form (np. I done it), są zasadniczo sądami społecznymi, związanymi z dystrybucją władzy, bogactwa i prestiżu w danej społeczności.

W XX-wiecznej Europie preskryptywizm został w dużej mierze wykluczony ze sfery badań naukowych i zaczęto czynić ścisłe rozróżnienie między opisowym ujmowaniem aspektów języka a interwencjami preskryptywnymi, które uznano za działalność nienaukową, choć pozostały powszechną praktyką wśród elit kulturalno-politycznych. Pojawił się wówczas dystans między postawą specjalisty, żywiącego przekonanie, że język nie potrzebuje regulacji i prób kontrolowania zmian językowych, a postawą „naiwnego” użytkownika języka, uznającego, że zmianom w języku należy przeciwdziałać, dążąc do jego doskonalenia i dyktowania modeli poprawnościowych. W krajach byłego bloku wschodniego wspomniane postawy preskryptywne – i koncentracja na jedności czy też czystości języka narodowego – charakteryzują również środowiska językoznawcze, a nie jedynie osoby spoza kręgów lingwistycznych. W tej części świata przyjęły się bowiem założenia preskryptywizmu i koncepcja kultury języka wypracowana przez Praskie Koło Lingwistyczne. Stowarzyszenie to wyróżniło się tym, że podjęło próbę włączenia doskonalenia języka i regulacji jego rozwoju do obszaru badań naukowych. Chorwacka lingwistka Snježana Kordić stwierdza, że pojmowanie języka w dychotomicznych kategoriach poprawności i niepoprawności zostało naukowo zarzucone ponad pół wieku temu; ta sama badaczka odnosi się krytycznie do preskryptywnych postaw językowych powszechnych wśród autorów chorwackich. Autorzy chorwackiej książki Jeziku je svejedno dodają, że utożsamianie kultury języka z kulturą języka literackiego prowadzi do normalizacji ideologii języka standardowego, sprowadzającej się do przekonania, że tylko standard jest prawidłową formą egzystencji języka.
Wiedza z zakresu językoznawstwa i socjolingwistyki pozwoliła ujawnić, że preskryptywna idea poprawności w języku ma podłoże społeczne, niezwiązane z czynnikami wewnętrznojęzykowymi. Badacze zauważają, że na stopień poważania (prestiżu) form językowych w rzeczywistości nie mają wpływu czynniki lingwistyczne, lecz status społeczny posługujących się nimi osób; prestiż tych jednostek i grup społecznych jest przenoszony na język, którym się posługują. Zasadniczą rolę w rozwoju języka standardowego jako odmiany prestiżowej odgrywają zatem nie rozstrzygnięcia językoznawcze, ale uwarunkowania polityczne, geograficzne i kulturalne, sprzężone z okolicznościami historycznymi. Z tego względu uznawanie tej szczególnej odmiany języka za wyższą lub bardziej poprawną od innych jest chybione z lingwistycznego punktu widzenia. Językoznawcy dochodzą do wniosku, że każda odmiana języka (standard, dialekt, odmiana społeczna itp.) funkcjonuje w oparciu o kompletne reguły gramatyczne, tworzące określone wzorce poprawności lub gramatyczności.
Mimo że prawowitość pewnych form – ich wyższość w stosunku do innych – bywa uzasadniana argumentami estetycznymi lub logicznymi, socjolingwiści zaznaczają, iż popularne koncepcje poprawności językowej znajdują swoje źródło w uwarunkowaniach społeczno-historycznych. Peter Trudgill zauważa, że elementy językowe uważane za błędne to najczęściej formy preferowane przez niższe warstwy społeczeństwa – a czasem innowacje wynikające ze zmienności języka; z całą pewnością nie chodzi jednak o formy, które dałoby się uznać za niższe z perspektywy lingwistycznej. Zdaniem Trudgilla tradycyjne etykiety „poprawności” i „błędności” odnoszą się w rzeczywistości do różnic dialektalnych oraz różnic o podłożu socjalnym. Również inni badacze, tacy jak James Milroy i Klára Sándor, utrzymują, że popularne oceny użycia języka nie mówią nic o wewnętrznych walorach rozpatrywanych form językowych, lecz są efektem panującej dystrybucji władzy politycznej, kulturowej i ekonomicznej.
Idei poprawności językowej przypisuje się związek z lingwicyzmem (dyskryminacją językową) oraz różnymi formami uprzedzeń społecznych; samo pojęcie uchodzi zaś za sprzeczne z ustaleniami językoznawstwa. Przykładowo Anđel Starčević stwierdza, że „terminy «poprawny» i «niepoprawny» oraz ich opozycja w języku są całkowicie nienaukowe”, podobnie jak odnoszenie pojęcia poprawności do koloru włosów, koloru skóry czy gatunku rośliny lub zwierzęcia. Różnica – w myśl wspomnianego poglądu – polega na tym, że oceny formułowane w sferach pozajęzykowych (styl życia, kolor skóry itp.) są rozpoznawane jako uprzedzenia i uchodzą za niedopuszczalne; podczas gdy w dziedzinie wiedzy o języku nadal przeważają przednaukowe poglądy, pomimo ogólnej świadomości natury innych uprzedzeń społecznych. W związku z powszechnością poglądów nt. poprawności językowej osoby posługujące się odmianami języka o niższym statusie są narażone na marginalizację i zawężenie zakresu dostępnych perspektyw społecznych . Pod przeświadczeniami językowymi, które dotyczą form niestandardowych lub niestandardowych odmian języka, może być skrywana dyskryminacja mniejszości i nieuprzywilejowanych warstw społeczeństwa. Lingwiści i socjolingwiści sugerują, aby zamiast o poprawności istniejących form językowych mówić o ich standardowości, tzn. zgodności z językiem standardowym (z pominięciem oczywistych, nietrwałych uchybień, takich jak kalki tłumaczeniowe i przejęzyczenia), czy też o niższym bądź wyższym prestiżu poszczególnych elementów języka. Autorzy książki Bad Language wyrażają następujące stanowisko:

Mówienie I done it nie jest oczywiście „niepoprawne” w żadnym sensownym znaczeniu tego słowa, choć stanowi to oznakę względnie niskiego statusu społecznego. Nie można powiedzieć, że forma używana przez większość osób jest „błędna”. Można jednak stwierdzić, że jest typowa dla dialektów klasy niższej. [...]
Native speakerzy, w przeciwieństwie do nierodowitych użytkowników języka, nie popełniają błędów gramatycznych. Bywa jednak, że native speakerzy posługują się zasadami gramatycznymi, które różnią się od reguł angielszczyzny standardowej, lecz bez względu na to pozostają gramatyczne.